# Міжконтинентальний кубок з футболу 1982
Міжконтинентальний кубок з футболу 1982 — 21-й розіграш Міжконтинентального кубка. У матчі зіграли переможець Кубка європейських чемпіонів 1981—1982 англійська «Астон Вілла» та переможець Кубка Лібертадорес 1982 уругвайський «Пеньяроль». Гра відбулася на стадіоні Національному стадіоні у Токіо 12 грудня 1982 року. За підсумками гри титул володаря Міжконтинентального кубка втретє здобув «Пеньяроль».

## Команди
| Команда     | Кваліфікація                                      | Попередні участі* |
| ----------- | ------------------------------------------------- | ----------------- |
| Астон Вілла | переможець Кубка європейських чемпіонів 1981—1982 | -                 |
| Пеньяроль   | переможець Кубка Лібертадорес 1982                | 1960, 1961, 1966  |

* жирним позначено переможні роки.

## Матч
| 12 грудня 1982 |

| Пеньяроль          | 2:0      | Астон Вілла |
| ------------------ | -------- | ----------- |
| Жаїр 27' Сілва 68' | Протокол |             |

| Національний стадіон, Токіо Глядачів: 62 000 Арбітр: Луїс Пауліно Сілес |

| Пеньяроль | Астон Вілла |

| В           |  | Густаво Фернандес    |
| З           |  | Вальтер Олівера      |
| З           |  | Нельсон Гутьєррес    |
| З           |  | Віктор Діого         |
| ПЗ          |  | Мігель Боссіо        |
| ПЗ          |  | Хуан Вісенте Моралес |
| ПЗ          |  | Маріо Саралегі       |
| ПЗ          |  | Жаїр                 |
| Н           |  | Венансіо Рамос       |
| Н           |  | Фернандо Морена      |
| Н           |  | Валкір Сілва         |
| Тренер:     |  |                      |
| Уго Баньюло |  |                      |

| В           |  | Джиммі Рімер    |
| З           |  | Марк Джонс      |
| З           |  | Гарі Вільямс    |
| З           |  | Аллан Еванс     |
| З           |  | Кен Макнот      |
| ПЗ          |  | Денніс Мортимер |
| ПЗ          |  | Дес Бремнер     |
| ПЗ          |  | Гордон Кауанс   |
| ПЗ          |  | Тоні Морлі      |
| Н           |  | Гері Шоу        |
| Н           |  | Пітер Віт       |
| Тренер:     |  |                 |
| Тоні Бартон |  |                 |